# Lijst van skigebieden in Europa
Dit is een lijst van skigebieden in Europa.

## Andorra
- Grand Valira
- Vallnord (Ordino-Arcalís en Pal-Arinsal)

## België
- Baraque Michel
- Baraque de Fraiture
- Ovifat
- Val de Wanne

## Bosnië en Herzegovina
- Bjelasnica
- Blidinje
- Igman
- Igrista
- Jahorina
- Kupres
- Vlašić

## Bulgarije
- Bansko
- Borovets
- Pamporovo
- Vitosha

## Cyprus
- Troodos

## Duitsland

### Alpen
- Beierse Woud
- Garmisch-Partenkirchen
- Hörnergruppe
- Lenggries
- Oberammergau
- Oberstdorf
- Region Chiemgau
- Reit im Winkl

### Harz
- Hahnenklee
- Sankt Andreasberg

### Sauerland

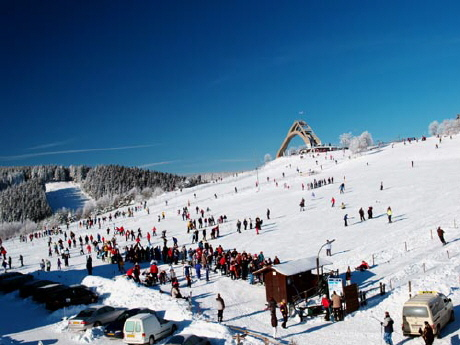
Winterberg

- Altastenberg
- Bödefeld
- Neuastenberg
- Willingen
- Winterberg
- Züschen

### Zwarte Woud
- Feldberg
- Todtmoos
- Todtnau

## Finland
- Levi
- Ruka
- Vuokatti
- Ylläs

## Frankrijk

### Alpen
- Alpe d'Huez
- Auron
- Aussois
- Chamonix-Mont-Blanc
- Deux Alpes
- Espace Killy (Val d'Isère, Tignes)
- Espace San Bernardo (La Rosière)

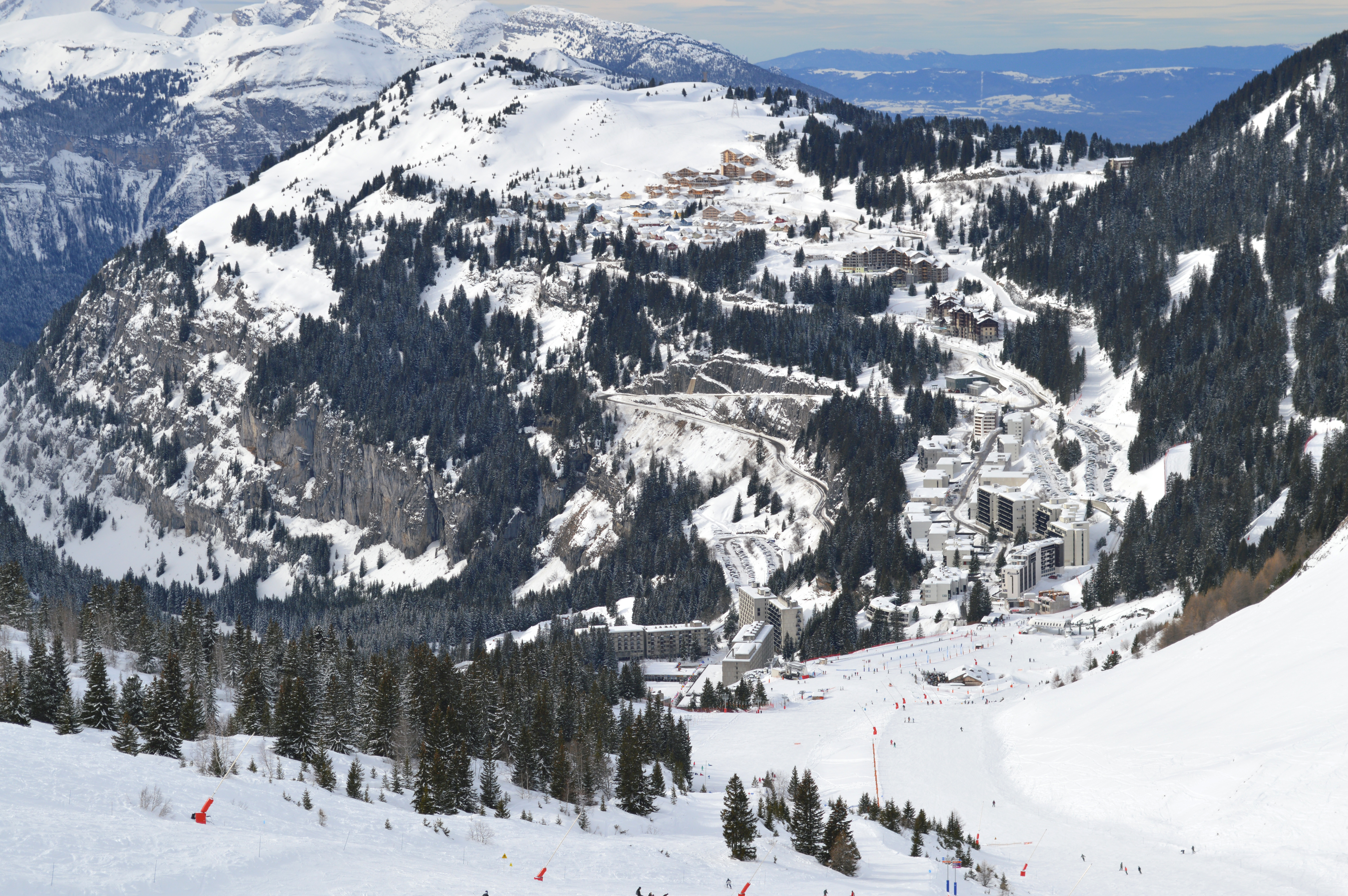
Flaine (Grand Massif)

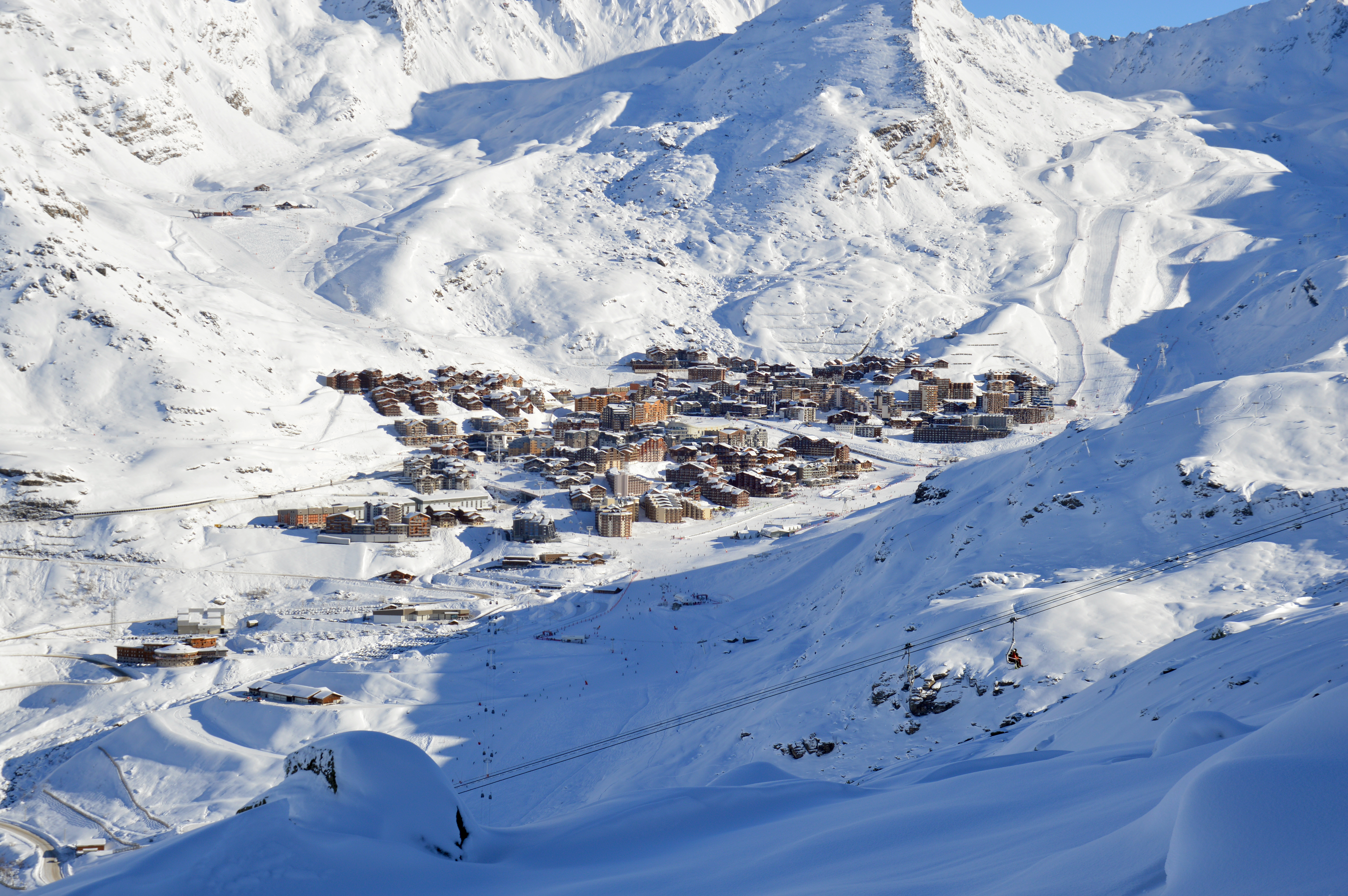
Val Thorens (Les 3 Vallées)

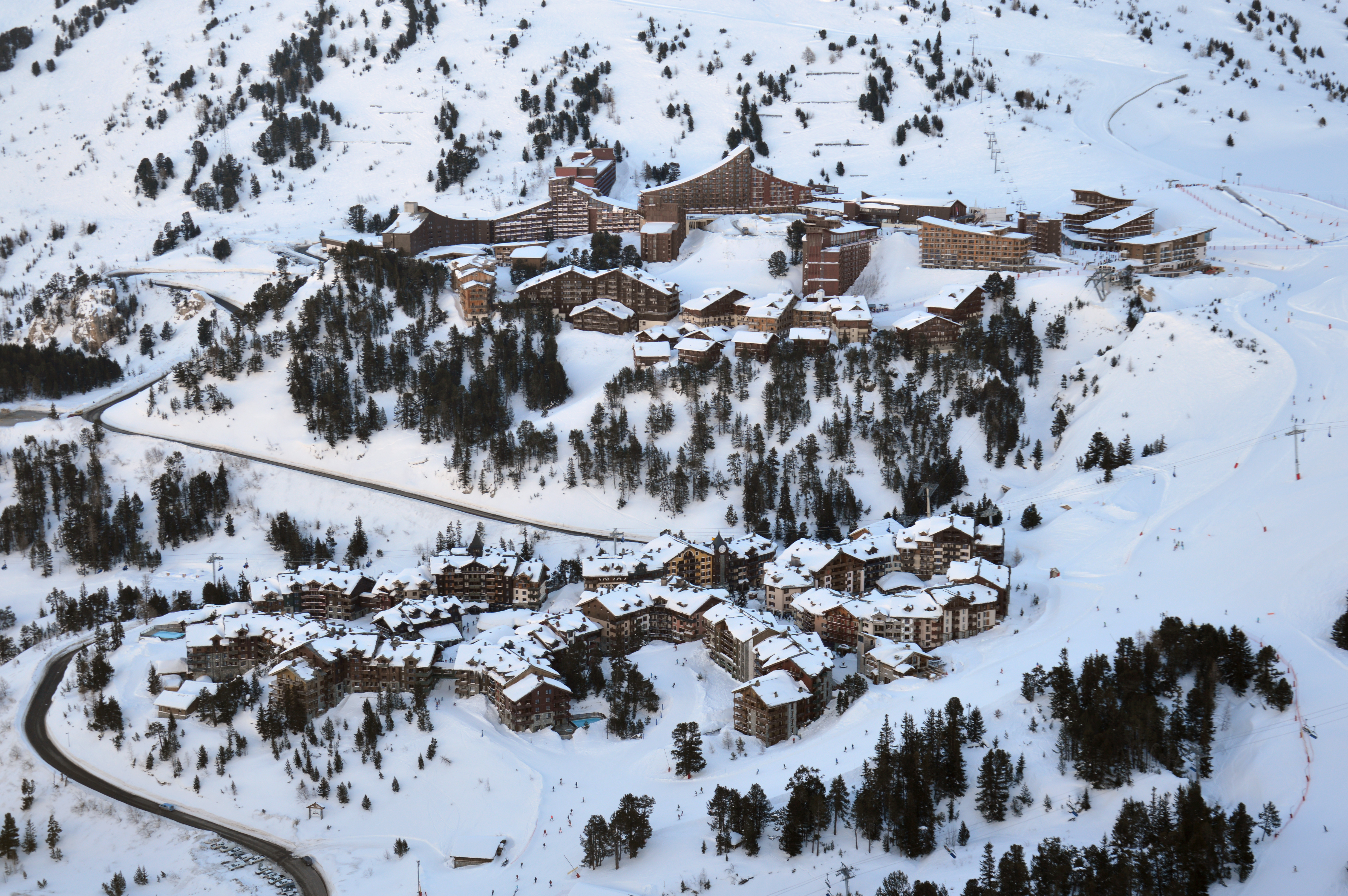
Les Arcs (Paradiski)

- Evasion Mont Blanc (Saint-Gervais-les-Bains, Megève, Combloux, Les Contamines-Hauteluce)
- Galibier-Thabor (Valloire, Valmeinier)
- Grand Domaine (Valmorel, Saint-François-Longchamp)
- Grand Massif (Flaine)
- Isola 2000
- La Forêt Blanche
- La Norma
- Les Gets
- Les Saisies & Crest-Voland Les Saisies
- Massif des Aravis
- Notre-Dame-du-Pré
- Paradiski (Les Arcs, La Plagne)
- Portes du Soleil
- Pra-Loup
- Pralognan-la-Vanoise
- Sainte-Foy-Tarentaise
- Sept Laux
- Serre Chevalier
- SuperDévoluy
- Sybelles (Le Corbier, La Toussuire, Saint-Jean-d'Arves, Les Bottières, Saint-Sorlin-d'Arves, Saint-Colomban-des-Villards)
- Tignes
- Thollon & Bernex (Les Montagnes d’Evian)
- Trois Vallées (Val Thorens, Les Menuires, Méribel, Courchevel)
- Val Cenis
- Val d'Arly
- Valfréjus

### Centraal Massief
- Le Mont Dore
- Super-Besse

### Pyreneeën
- Ax-3 Domaines
- Bagnères-de-Luchon
- Bareges/La Mongie
- Font Romeu
- Piau-Engaly

### Vogezen
- Bussang
- Gérardmer
- La Bresse
- Le Markstein
- Saint-Maurice-sur-Moselle
- Ventron
- Xontrupt-Longemer

## Georgië
- Bakoeriani
- Goedaoeri

## Griekenland
- Kalavrita Ski Centre
- Mainalon Ski Centre
- Panachaicus Ski Centre
- Parnassus Ski Centre

## Italië

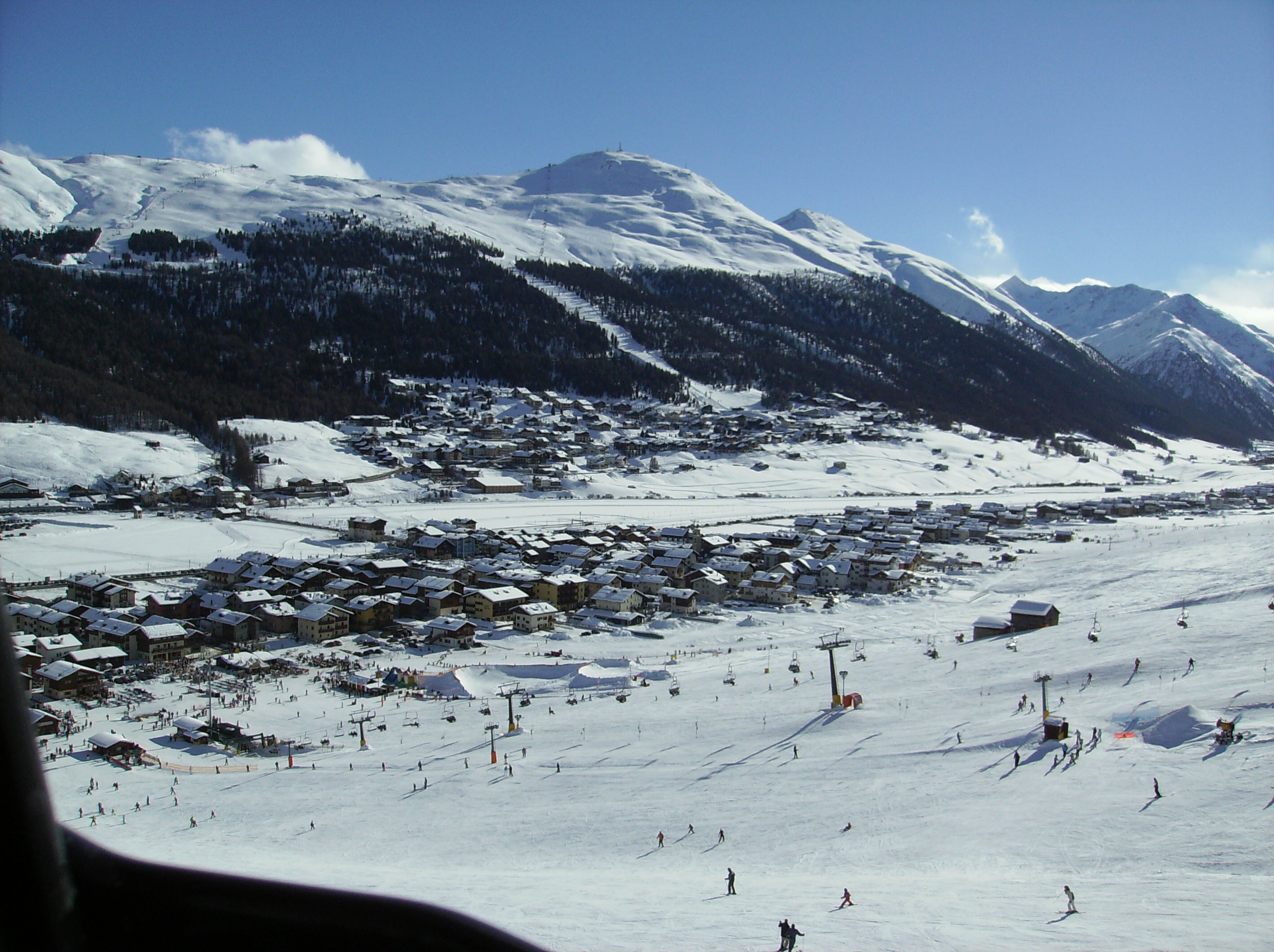
Livigno

- Alpe Devero
- Alta Badia
- Arabba-Marmolada
- Bardonecchia
- Bormio & Santa Caterina
- Breuil-Cervinia
- Civetta
- Cortina d'Ampezzo
- Courmayeur
- Eisacktal
- Ferienregion Ahrntal
- Fleimstal & Obereggen
- Folgaria, Lavarone & Luserna
- Haideralm
- Hochpustertal in Südtirol
- Kronplatz
- Livigno
- Madesimo
- Madonna di Campiglio
- Marilleva
- Meran 2000
- Monte Bondone
- Monte Rosa
- Mottarone
- Ortler
- Paganella
- Pila
- San Martino di Castrozza
- Schnalstal
- Tarvisio
- Tre Valli
- Ultental
- Val di Fassa-Carezza
- Val di Sole
- Val Gardena & Seiseralm
- Via Lattea

## Kroatië
- Bjelolasica
- Medvednica
- Platak

## Liechtenstein
- Malbun

## Montenegro
- Durmitor

## Noord-Macedonië
- Kožuf
- Kruševo
- Mavrovo
- Popova Šapka

## Noorwegen
- Beitostølen
- Bjorli
- Bjørnestad
- Dombås
- Drangedal
- Gålå
- Gaustablikk
- Geilo
- Hafjell in Øyer, bij Lillehammer
- Haukeligrend
- Hemsedal
- Hovden (Setesdal)
- Jondal
- Kongsberg
- Kviteseid
- Kvitfjell
- Narvik
- Norefjell
- Oppdal
- Rauland
- Sjusjøen
- Skeikampen
- Stryn
- Tromsø
- Trysil
- Tryvann in Oslo
- Voss
- Vrådal

## Oekraïne
- Oriavchyk
- Slavsko
- Tysovets

## Oostenrijk

### Karinthië
- Bad Kleinkirchheim, St.Oswald & Falkert
- Gerlitzen
- Heiligenblut
- Hermagor Nassfeld
- Mallnitz & Flattach
- Skidorado Innerrems-Schönfeld-Karneralm
- Turracher Höhe
- Verditz
- Villacher Berge
- Weissensee

### Opper-Oostenrijk
- Grünau im Almtal
- Skiregion Dachstein-West

### Salzburg

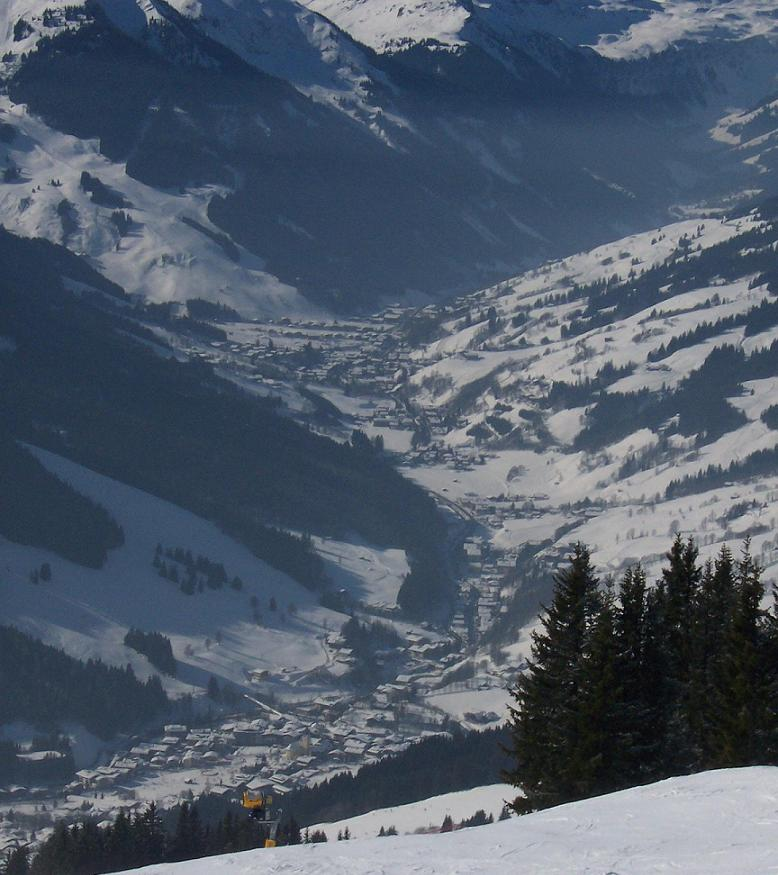
Saalbach-Hinterglemm

- Europa Sportregion (Zell am See, Kaprun)
- Gasteinertal
- Großarltal
- Hochkönigs Winterreich
- Loferer Alm
- Lungau & Katschberg
- Neukirchen & Bramberg
- Obertauern
- Rauris
- Saalbach-Hinterglemm
- Salzburger Sportwelt (Flachau, Wagrain, Zauchensee)
- Skicircus Saalbach Hinterglemm Leogang Fieberbrunn
- Skiregion Dachstein-West
- Werfenweng

### Stiermarken
- Dachstein-Tauern Region
- Steirisches Salzkammergut

### Tirol
- Achensee

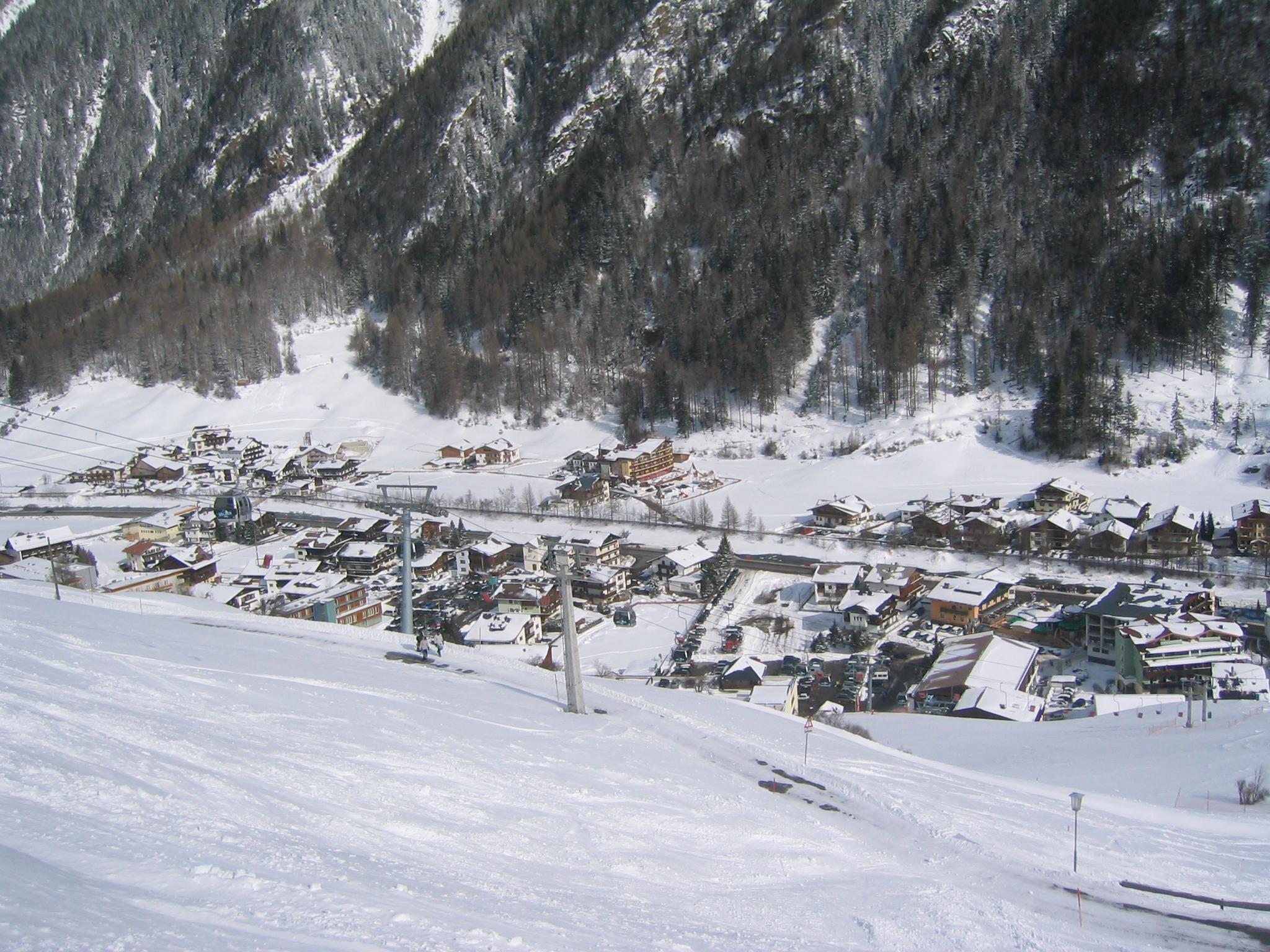
Sölden

- Arlberg: St. Anton, St. Christoph, Stuben
- Ferienregion Alpbachtal
- Fiss Serfous Ladis  (Tijdelijk gesloten)
- Galtür im Paznauntal
- Hochpustertal in Osttirol
- Innsbruck West: Rangger Köpfl
- Ischgl im Paznauntal
- Kaiserwinkl
- Kappl im Paznauntal
- Kaunertal
- Kitzbühel & Kirchberg
- Kramsach
- Kühtai
- Lienzer Dolomiten
- Matrei & Kals
- Nauders
- Ötztal: Obergurgl-Hochgurgl
- Ötztal: Oetz-Hochoetz
- Ötztal: Ötztal Arena met Sölden
- Pettneu
- Pillerseetal
- Pitztal
- See im Paznauntal
- Seefeld & Leutasch
- Serfaus-Fiss-Ladis
- Skicircus Saalbach Hinterglemm Leogang Fieberbrunn
- Skigroßraum Innsbruck
- Skiwelt Wilderkaiser Brixental
- Sölden
- St. Johann in Tirol & Oberndorf
- Stubaital
- Tiroler Zugspitzarena
- Venet Region
- Vitales Land: Jungholz
- Vitales Land: Tannheimer Tal & Reutte
- Zillertal: Hochfügen-Hochzillertal
- Zillertal: Ski Zillertal 3000
- Zillertal: Zillertal Arena

### Vorarlberg
- Arlberg: Lech, Oberlech & Zürs
- Brandnertal
- Damüls-Mellau (Skigebied)
- Diedamskopf

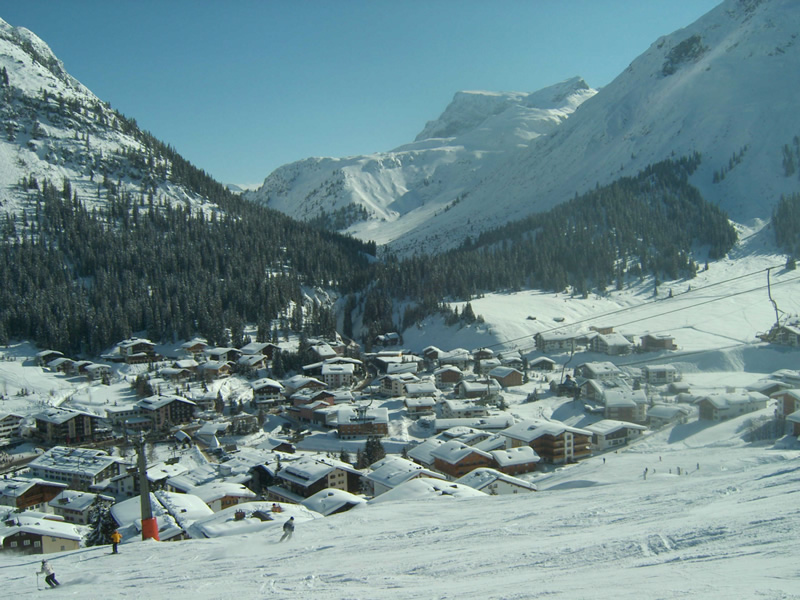
Lech

- Großes Walsertal/Fontanella-Faschina
- Kleinwalsertal
- Klostertal
- Silvretta Montafon (Skigebied)
- Stuben am Arlberg
- Warth & Schröcken

### Wenen
- Hohe-Wand-Wiese

## Polen
- Karpacz
- Szklarska Poręba
- Zakopane

## Roemenië
- Băişoara
- Buşteni - Sinaia - Azuga
- Predeal
- Poiana Braşov
- Vârtop (Alba)
- Vatra Dornei

## Rusland
- Abzakovo
- Bannoe Lake
- Cheget
- Dombai
- Elbroes
- Kirovsk
- Krasnaya Polyana
- Sheregesh
- Zavlyalikha

## Schotland
- Aviemore
- Cairngorm
- Glen Coe
- Glenshee
- Nevis Range
- The Lecht

## Servië
- Kopaonik
- Tara Nationaal Park
- Zlatibor

## Slovenië
- Cerkno
- Golte bij Mozirje
- Kanin bij Bovec
- Kobla in Bohinj
- Kope bij Slovenj Gradec
- Kranjska Gora
- Krvavec
- Mariborsko Pohorje in Maribor
- Rogla
- Velika planina
- Vogel (Slovenië) in Bohinj

## Spanje

### Pyreneeën
- Alp 2500 in Baixa Cerdanya (La Molina en Masella)
- Baqueira-Beret bij Vielha
- Boí-Taüll in La Vall de Boí
- Port del Comte
- Rasos de Peguera
- Vall de Núria
- Vallter 2000

### Sierra Nevada
- Solynieve

## Tsjechië
- Harrachov
- Janské Lázně - Černá Hora
- Lipno nad Vltavou (Kramolin)
- Pec pod Sněžkou
- Spindleruv Mlyn

## IJsland
- Bláfjöll
- Hlíðarfjall
- Skálafell

## Zweden

### Götaland
- Alebacken
- Åmåls Skicenter
- Asbybacken
- Billingebacken
- Dackestupet
- Falköping Alpin
- Hanaslövsbacken
- Isaberg
- Kettilsås Vetlanda
- Mullsjö Alpin
- Ombergsliden Vadstena
- Stenkällegården
- Tolvmannabacken
- Ulricehamns Skicenter
- Våangabacken
- Vallåsen

### Norrland
- Abisko Nuolja
- Åre
- Björkliden
- Borgafjäll
- Bydalsfjällen
- Dundret
- Edsåsdalen
- Funäsdalsberget
- Hemavan-Tärnaby
- Kåbdalis Skidliftar
- Kappruet
- Kittelfjäll
- Lofsdalen
- Nalovardo
- Ramundberget
- Riksgränsen
- Storklinten
- Storlien Alpin
- Tännäskröket
- Tänndalen
- Trillevallen
- Vålådalens Fjällstation
- Vemdalen

### Svealand
- Bjursås Skicenter
- Branäs
- Fjätervålen
- Flottsbro
- Gillersklacks skidanläggning
- Grövelfjäll
- Grövelsjöfjällen
- Hammarbybacken
- Hovfjället
- Idre Fjäll
- Kläppen Ski Resort
- Långberget
- Leksand Ski Granberg
- Lindvallen/Högfjället
- Näsfjället i Sälen
- Orsa Grönklitt
- Rättviksbacken
- Romme Alpin
- Säfsen
- Ski Sunne
- Storstenshöjden
- Stöten i Sälen
- Tandådalen/Hundfjället
- Valfjället

## Zwitserland

### Bern
- Adelboden
- Beatenberg
- Grindelwald
- Gstaad
- Kandersteg
- Lenk
- Meiringen
- Mürren
- Wengen
- Zweisimmen

### Centraal-Zwitserland
- Andermatt
- Engelberg / Titlis
- Melchsee-Frutt
- Sörenberg
- Stoos

### Graubünden

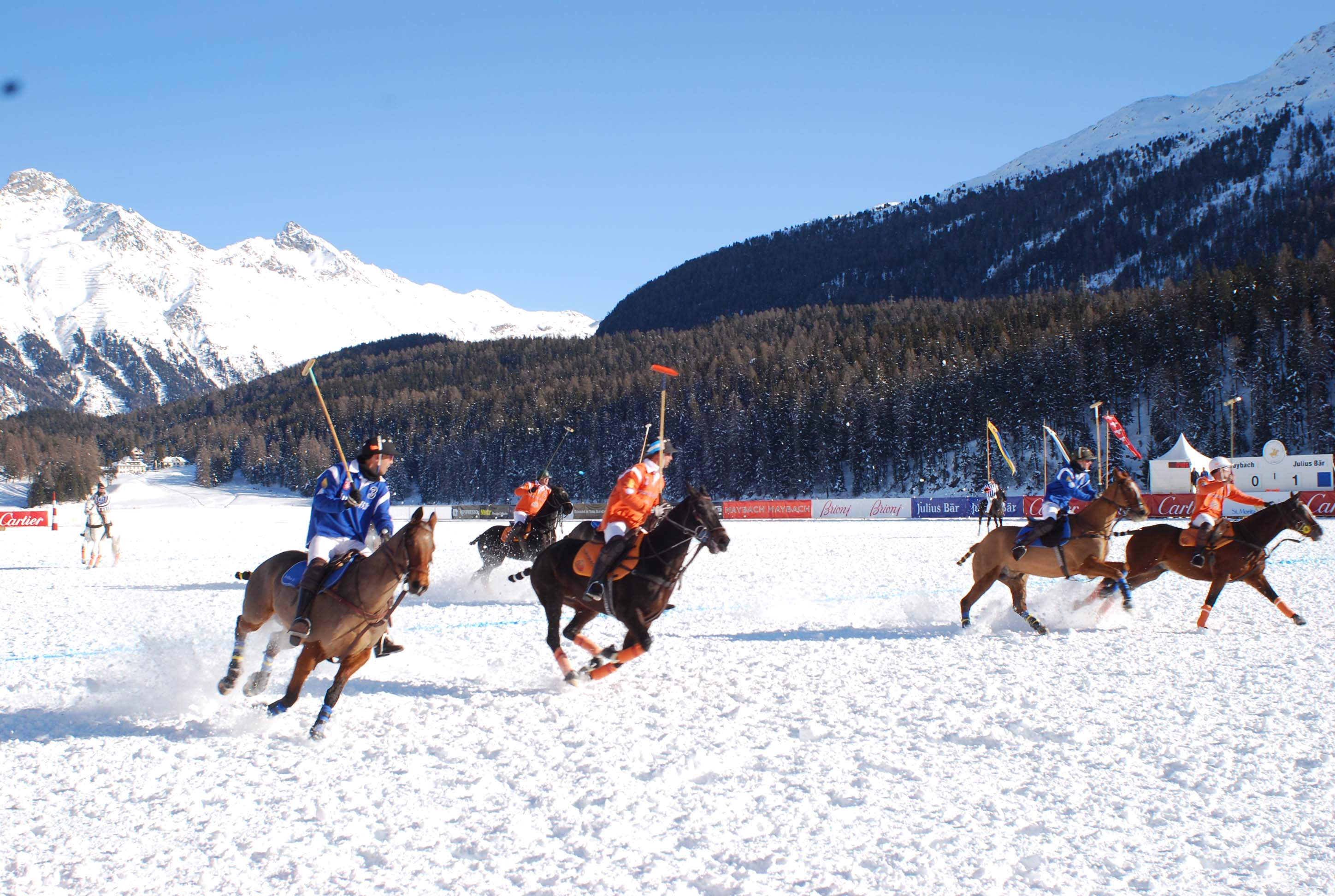
St. Moritz

- Arosa
- Bergün
- Brigels
- Davos
- Disentis
- Flims
- Klosters
- Laax
- Lenzerheide
- Obersaxen
- Samnaun
- Savognin
- Scuol
- Sedrun
- Sils im Engadin
- St. Moritz
- Vals

### Jura
- Balmberg
- La Robella
- Les Bugnenets - Savagnières
- Sainte-Croix

### Oost-Zwitserland
- Braunwald
- Elm
- Flumserberg
- Pizol / Bad Ragaz
- Wildhaus

### Ticino
- Airolo
- Bosco Gurin
- Locarno
- San Bernandino

### Vaud
- Château-d'Oex
- Rougemont
- Villars - Gryon- Les Diablerets
- Leysin

### Wallis
- Anzère
- Arolla
- Belalp
- Bettmeralp
- Blatten
- Champéry
- Chandolin
- Crans-Montana
- Evolène
- Fiesch
- Grächen
- Grimmentz

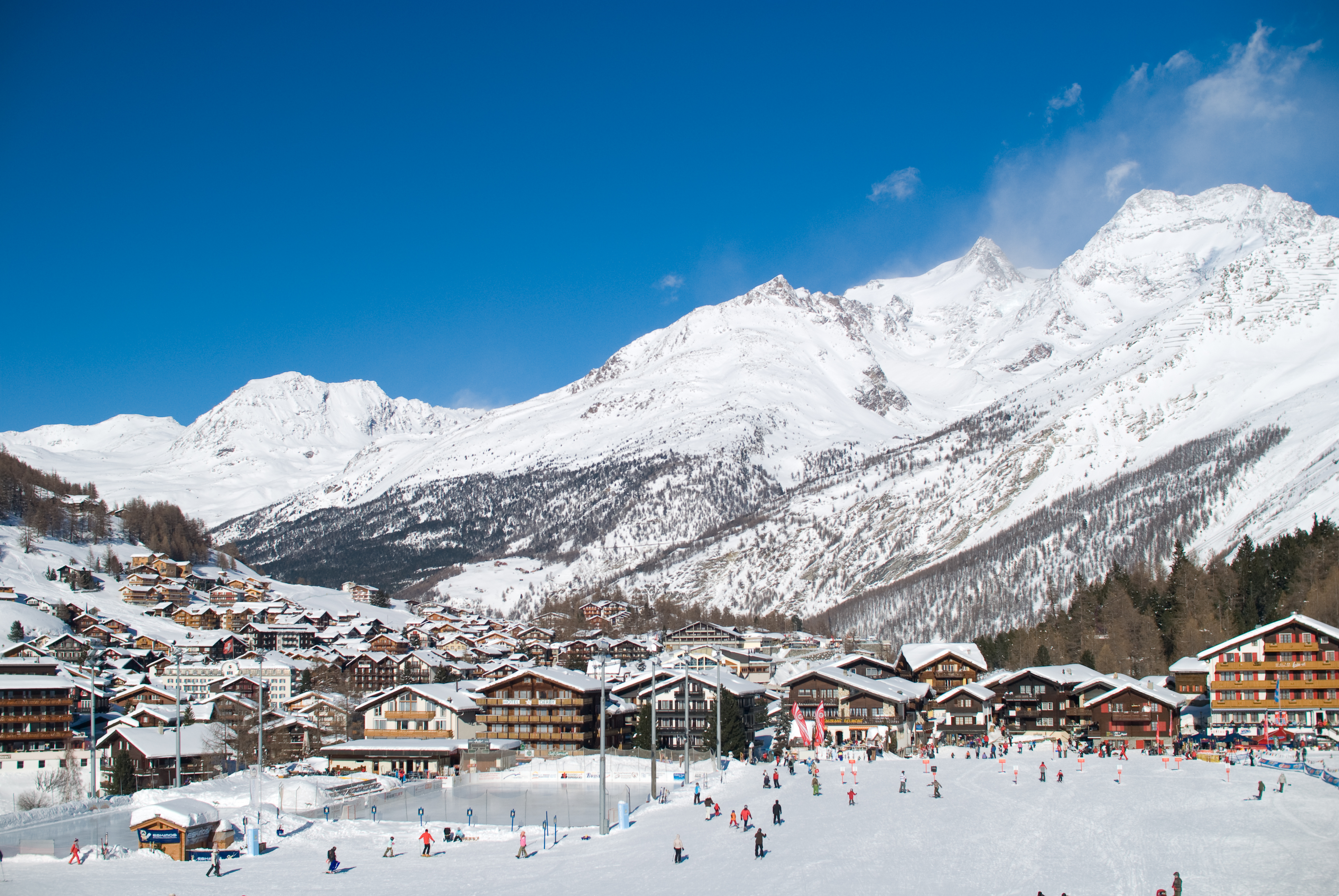
Saas-Fee

- Les 4 Vallées (La Tzoumaz, Les Collons, Les Masses, Nendaz, Siviez, Thyon 2000, Verbier, Veysonnaz)
- Leukerbad
- Lötschental
- Mont-Noble
- Morgins
- Nendaz
- Ovronnaz
- Riederalp
- Saas-Fee
- Saas-Grund
- Verbier
- Vercorin
- Veysonnaz
- Visperterminen
- Zermatt / Klein Matterhorn
- Zinal